# Index postal
L'Index Postal (Postal Index Number ou PIN ou encore Pincode) est le système de codes postaux en usage en Inde, introduit par les services postaux indiens le 15 janvier 1972. L'index postal se compose de 6 chiffres.

## Structure

Exemple d'un code : Ujjain dans le Madhya Pradesh

Il y a 8 grandes régions postales en Inde. Le premier chiffre du code indique la région où se trouve le bureau de poste final. Le deuxième chiffre indique l'arrondissement postal, et le troisième le district de tri dans cet arrondissement. Les trois derniers chiffres représentent un bureau de poste.
Les 8 régions couvrent le territoire indien de la façon suivante :
1. Delhi, Haryana, Penjab, Himachal Pradesh, Jammu-et-Cachemire, Chandigarh
2. Uttar Pradesh, Uttaranchal
3. Rajasthan, Gujarat, Daman et Diu, Dadra et Nagar Haveli
4. Chhattisgarh, Maharashtra, Madhya Pradesh, Goa
5. Andhra Pradesh, Karnataka, Yanaon dans le Territoire de Pondichéry
6. Kerala, Tamil Nadu, le Territoire de Pondichéry sauf Yanaon, le Lakshadweep
7. Bengale occidental, Orissa, Assam, Sikkim, Arunachal Pradesh, Nagaland, Manipur, Mizoram, Tripura, Meghalaya, îles Andaman-et-Nicobar
8. Bihar, Jharkhand

## Liens